# Ape operaia ovificatrice
L'ape operaia ovificatrice è un'ape operaia in grado di deporre uova non fertilizzate usualmente a causa dell'assenza dell'ape regina. Da queste uova si svilupperanno solo fuchi con rare eccezioni (vedi il caso dell Apis mellifera capensis). Per tale motivo tali api sono conosciute tra gli apicoltori come api fucaiole. 
Un alveare non sopravvive in caso di presenza di api fucaiole.

## Sviluppo delle api operaie ovificatrici
Le fucaiole si trovano usualmente in assenza della regina, i cui feromoni inibiscono lo sviluppo dell'apparato riproduttore delle api operaie. Inoltre anche il feromone della covata previene lo sviluppo delle ovificatrici. 
In alcuni casi una regina vecchia, e quindi con minor quantità di feromone, può essere sostituita dalle operaie, favorendone così lo sviluppo, anche se nella normalità la causa dell'anomalia è dovuta alla perdita della regina.

## Metodi per l'identificazione della presenza delle ovificatrici
Tutti i metodi per il controllo e l'identificazione della presenza delle fucatrici avviene necessariamente con l'ispezione diretta della colonia, in tal caso l'apicoltore procede alla ricerca della regina in salute esaminandone la covata.
Procederà cioè alla ricerca dei sintomi quali:
- Disposizione della covata: le ovificatrici depongono le uova in assenza del feromone della regina, che non sono in grado di produrre, e quindi le loro uova sono soggette alla rimozione da parte delle operaie. in tal caso avremo una covata irregolare e con molti buchi.
- Numero di uova per cella: l'ape regina raramente depone più di un uovo per ogni cella mentre le ovificatrici tendono a deporne un numero indeterminato. Naturalmente questo segno non è sufficiente alla determinazione della loro presenza perché anche una regina appena fecondata ha la tendenza a deporre più uova per cella.
- Posizione dell'uovo: la posizione dell'uovo nella cella è un sicuro indizio delle ovificatrici. La regina grazie all'addome notevolmente più lungo è in grado di deporre sul fondo della cella, cosa impossibile per le operaie.
- Covata maschile in celle da operaie: Un buon indicatore della presenza delle ovificatrici è la covata maschile nelle celle da operaia, distinguibile per l'opercolatura convessa sul favo. Fuchi in celle da operaia sono la prova certa della presenza delle ovificatrici.

## Rimozione delle fucaiole
Rimuovere le api operaie ovificatrici è difficoltoso per numerose ragioni. Tali operaie non differiscono dalle consorelle. 
In un alveare, ove si siano sviluppate a lungo le ovificatrici, esse possono essere numerose per cui l'uccisione di una non risolve il problema. 
Introdurre una nuova ape regina in un'arnia con delle fucaiole è difficile poiché la colonia tenderà a non accettare la nuova regina. Gli apicoltori hanno messo a punto una serie di metodi per introdurre una nuova regina che comprendono:
- scuotimento: Le api sono portate lontano dall'arnia, e fatte cadere dai telaini. Le api operaie, ormai vecchie, ritroveranno l'alveare, ove invece non riusciranno ad arrivare le figliatrici che mai hanno abbandonato il nido.
- ingabbiamento su covata nascente: si basa su una protezione di plastica che può essere inserita nell'alveare sopra una sezione con covata nascente e che non permette alle altre api di raggiungere la regina. Le nuove api che matureranno in gabbia riconosceranno la nuova regina e si prenderanno cura di lei. Quando la regina viene fatta uscire dalla cella è più facilmente accettata.
- riunione con una famiglia con regina in ovodeposizione: riunendo le api operaie della fucaiola con le altre si può utilmente rafforzare una famiglia debole. Le api della famiglia a cui vengono riunite hanno infatti già accettato la loro regina e la presenza combinata dei feromoni della regina e di quelli della covata può sopprimere l'istinto alla deposizione delle operaie.